# Интерфил-76
«Интерфи́л-76» (англ. INTERPHIL-76), или Седьмая Международная филателистическая выставка, состоялась в 1976 году в Филадельфии и была посвящена 200-летию провозглашения независимости США.

## Описание
Данная филателистическая выставка организуется раз в десять лет под эгидой Международной федерации филателии (ФИП) и стала седьмой по счёту. Она проходила с 29 мая по 6 июня 1976 года в Филадельфии. Выставка была проведена в связи с 200-летием США.
Во время проведения выставки в разделе «Аристократы филателии» были продемонстрированы некоторые самые редкие марки мира, включая, например, «Чёрный Гондурас» — авиапочтовую марку Гондураса 1925 года.
Участвовавший от Советского Союза филателист Александр Гдалин был удостоен одной из наград выставки.

## Памятные филателистические материалы
В январе 1976 года Почтовая служба США издала 13-центовую коммеморативную марку, которая была приурочена к филателистической выставке (Sc #1632)[≡].
Кроме того, были выпущены четыре разных почтовых блока. На каждом из этих блоков был изображен фрагмент одной из известных картин, посвящённых Войне за независимость США 1775—1783 годов:
- «Капитуляция лорда Корнуоллиса под Йорктауном» («The Surrender of Cornwallis at Yorktown») Джона Трамбулла[7],
- «Декларация независимости» Джона Трамбулла[8],
- «Вашингтон переправляется через Делавэр» Эмануэля Лойце[9] и
- «Марш в Вэлли-Фордж» («The March to Valley Forge») Уильяма Трего[англ.][10].

Почтовые марки и другие филателистические материалы в честь выставки были выпущены целым рядом других стран.
Почтовым ведомством СССР был подготовлен специальный почтовый штемпель, который использовался во время работы выставки в Филадельфии для сувенирных гашений.